# Ernestia puparum
Ernestia puparum is een vliegensoort uit de familie van de sluipvliegen (Tachinidae). De wetenschappelijke naam van de soort is voor het eerst geldig gepubliceerd in 1794 door Johann Christian Fabricius.